# Къща на улица „Гоце Делчев“ № 41
Къщата на улица „Гоце Делчев“ № 41 (на македонска литературна норма: Куќа на улица „Гоце Делчев“ бр. 41) е възрожденска къща в град Щип, Северна Македония. Къщата е обявена за значимо културно наследство на Северна Македония.

## Архитектура
Сградата е разположена улица „Гоце Делчев“ № 41. Състои се от приземие и един етаж. Приземието е от камък, а етажът е паянтова конструкция. Входът е директно от улицата през симетрично разположени каменни стълби, водещи към странично поставена на предната фасада входна врата. Вратата води в коридор, вдясно от който са разположени стаите. Етажите са свързани с дървени стълби. Горният етаж е с издаден еркер към улицата като косниците му са измазани. Прозорците на фасадата са равномерно разположени. Задната фасада, поради склона на терена обхваща само първия етаж и има тераса към малкия заден двор. На страничните фасади няма отвори заради близостта на съседните къщи.